# Alosa fallax
Alosa fallax Lacépède, 1800, conhecida pelos nomes comuns de savelha ou saboga, é uma espécie de peixe anádromo da família Clupeidae, com comprimento até aos 55 cm e até 2 kg de peso, comum nas costas do Atlântico Nordeste, desde Marrocos até à Noruega (até à latitude de Bergen), no Mar do Norte e no Báltico (até à região de Estocolmo), e em todo o Mediterrâneo, incluindo o Mar Negro, penetrando profundamente nos estuários e nos cursos inferiores da maioria dos rios. São conhecidas algumas subespécies que são estritamente de água doce, entre as quais A. fallax killarnensis, nos lagos da região de Killarney (Irlanda), e A. fallax lacustris, nos lagos do norte da Itália (Lago Maggiore, Lago de Lugano, Lago de Como, Lago de Garda e Lago de Iseo).

## Descrição
Peixe de tamanho médio, com comprimento até aos 55 cm e até 2 kg de peso, corpo alto, escamas grandes, delgadas e pouco aderentes. A maxila inferior é protuberante e a maxila superior tem um recorte nítido, dando à cabeça um aspecto aguçado. Apresenta cor azul brilhante no dorso, prateada nos flancos e ventre, com 9 ou 10 manchas escuras em cada flanco cujo tamanho ao longo do corpo.
Embora sejam conhecidas subespécies e populações não migratórias em lagos e lagoas, A. fallax é uma espécie anádroma, que se reproduz na parte mais a jusante dos rios (próxima da foz, preferindo aqueles que desembocam em estuários). A migração reprodutora do mar para os rios, durante a qual os peixes não se alimentam, ocorre entre Março e Junho. A desova é feita normalmente de Junho a Agosto, durante a noite e sobre fundos de pedras, areia ou gravilha, a profundidades de 2,5 a 9,5 metros. Cada fêmea produz entre 80 000 e 200 000 ovos. As larvas emergem após 3 a 8 dias. Os juvenis permanecem nos rios e estuários entre 2 a 8 anos, partindo depois para o mar.
Os juvenis ingerem inicialmente copépodes, passando depois a uma dieta de zooplâncton, pequenos insectos aquáticos e plantas, ocasionalmente pequenos crustáceos, especialmente nos estuários. No mar a espécie é pelágica, alimentando-se de organismos planctónicos, maioritariamente crustáceos (misidáceos, isópodes, decápodes e anfípodes), e detritos, mas pode ocasionalmente ingerir anelídeos, gastrópodes, cefalópodes e ovos de peixes junto ao fundo. Os peixes adultos também comem outros peixes, entre os quais sardinhas, anchovas e outros pequenos pelágicos.